# Comité olympique de Saint-Christophe-et-Niévès

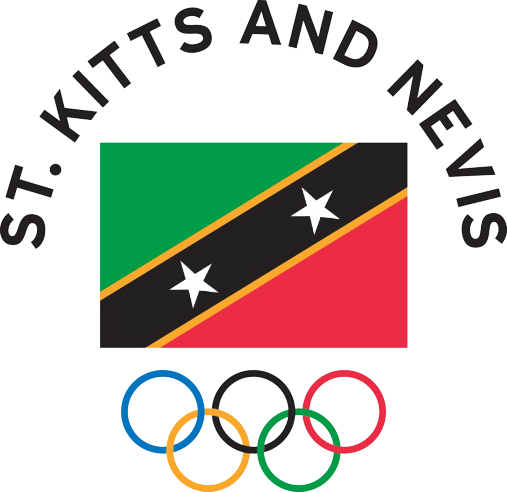
Logo du Comité olympique de Saint-Christophe-et-Niévès

Le Comité olympique de Saint-Christophe-et-Niévès (en anglais, St. Kitts and Nevis Olympic Committee, SKNOC) est le comité national olympique de Saint-Christophe-et-Niévès, fondé en 1986 à Basseterre.